# 2012-es feröeri labdarúgókupa
A 2012-es feröeri labdarúgókupa (hivatalos nevén: Løgmanssteypið 2012) az országos kupa 58. kiírása volt. A kupa küzdelmei 2012. március 24-én kezdődtek és 2012. augusztus 25-én értek véget. A címvédő az EB/Streymur volt, a kupagyőzelmet pedig a Víkingur Gøta szerezte meg.

## A kupa rendszere
A kupán csak a feröeri labdarúgóklubok első csapatai vehettek részt. A selejtezőkörben csak az 1. deild, a 2. deild és a 3. deild csapatai indultak, a Vodafonedeildin csapatai az első fordulóban kapcsolódtak be a küzdelmekbe.

## Eredmények

### Selejtező
| 1. csapat         | Eredmény | 2. csapat   |
| ----------------- | -------- | ----------- |
| FF Giza/FC Hoyvík | 3–2      | MB Miðvágur |
| Undri FF          | 1–0      | Royn Hvalba |

### Első forduló
| 1. csapat       | Eredmény           | 2. csapat         |
| --------------- | ------------------ | ----------------- |
| Undri FF        | 5–5(hu., te.: 3-5) | B71 Sandur        |
| KÍ Klaksvík     | 4–2                | NSÍ Runavík       |
| FC Suðuroy      | 5–0                | Skála ÍF          |
| Argja Bóltfelag | 5–2                | FF Giza/FC Hoyvík |
| TB Tvøroyri     | 1–3                | HB Tórshavn       |
| B68 Toftir      | 2–1                | 07 Vestur         |
| Víkingur Gøta   | 1–0                | B36 Tórshavn      |
| ÍF Fuglafjørður | 2–4                | EB/Streymur       |

### Negyeddöntő
| 1. csapat       | Eredmény | 2. csapat     |
| --------------- | -------- | ------------- |
| Argja Bóltfelag | 1–3      | EB/Streymur   |
| KÍ Klaksvík     | 3–5(hu.) | HB Tórshavn   |
| FC Suðuroy      | 5–1      | B71 Sandur    |
| B68 Toftir      | 1–2      | Víkingur Gøta |

### Elődöntő
| 1. csapat     | Eredmény | 2. csapat   | 1. mérk. | 2. mérk. |
| ------------- | -------- | ----------- | -------- | -------- |
| Víkingur Gøta | 2–2(ig.) | FC Suðuroy  | 1–0      | 1–2      |
| EB/Streymur   | 6–6(ig.) | HB Tórshavn | 4–1      | 2–5      |

### Döntő
| 2012. augusztus 25. 19:45 WEST |

| EB/Streymur                                                            | 3–3 (h. u.)                 | Víkingur Gøta                                                               |
| ---------------------------------------------------------------------- | --------------------------- | --------------------------------------------------------------------------- |
| Frederiksberg 31' Hanssen 70' Niclasen 95'                             | (1–0, 2–2, 3–3) Jegyzőkönyv | H. J. Djurhuus 55' Gregersen 77' Hjartvard Hansen 111'                      |
| Büntetőpárbaj                                                          |                             |                                                                             |
| Hanssen Danielsen Samuelsen Anghel M. Djurhuus Tórgarð Arnbjørn Hansen | 4–5                         | K. L. í Bartalstovu Gregersen H. Jacobsen Bassene Blé B. Hansen E. Jacobsen |

| Tórsvøllur Stadion, Tórshavn Nézőszám: 2579 Játékvezető: Dagfinn Forná |

A büntetőpárbaj végén Turi Géza kivédte Arnbjørn Hansen lövését, ezzel nyert a Víkingur.